# ناهاتا زییل (آریزونا)
ناهاتا زییل (به انگلیسی: Nahata Dziil) یک منطقهٔ مسکونی در ایالات متحده آمریکا است که در آریزونا واقع شده‌است. ناهاتا زییل ۱٬۸۳۸ متر بالاتر از سطح دریا واقع شده‌است.